# Football Club d'Antibes - Juan les Pins
Il Football Club d'Antibes - Juan les Pins è una società calcistica di Antibes, Francia. Milita nella Promotion d'Honneur Méditerranée, ottava divisione del campionato nazionale.
Fondata nel 1912, ha partecipato alle prime 7 edizioni della massima serie del Campionato francese di calcio. Fino al 1947 ha detenuto una licenza professionistica

## Cambi della denominazione societaria
- Olympique d'Antibes (1912-1933)
- FC Antibes (1933-1940)
- Olympique d'Antibes Juan-les-Pins (1940-1966)
- FC Antibes Juan-les-Pins (1966- ) in seguito alla fusione con Espérance e US Antiboise
- Statuto professionistico da luglio 1932 a giugno 1947.

## Palmarès
- Campione Division d'Honneur Méditerranée: 1993
- Quarti di finale della Coppa di Francia: Coppa di Francia 1932-1933